# Rắn sọc xanh
Rắn sọc xanh (danh pháp hai phần: Elaphe prasina) thuộc họ Rắn nước (Colubridae), bộ Có vảy (Squamata).

## Đặc điểm
Cơ thể dài, mảnh, có 1 vảy má, 2 + 2 vảy thái dương. Mép trên 9 vảy. Các vảy dưới đuôi xếp thành 2 hàng. Lưng xanh hơi thẫm, bụng nhạt màu hơn lưng và mỗi bên có một đường sáng mảnh. Chiều dài cơ thể tới 1,14 m. Môi trên và bề mặt dưới màu ánh vàng hay trắng ánh vàng.

## Sinh học
Chưa có số liệu.

## Nơi sống và sinh thái
Rắn sọc xanh thường sống trên cây ở trong rừng thường xanh, ẩm, đã hoặc đang bị khai phá, từ độ cao vài trăm m tới độ cao trên 2.000 m còn gặp.

## Phân bố
Rắn sọc xanh sinh sống tại Ấn Độ, Myanma, Trung Quốc (Vân Nam, Quý Châu, Hải Nam), bắc Thái Lan, Lào, tây Malaysia, Philippines, Việt Nam (Lào Cai (Sa Pa, Bảo Hà), Bắc Kạn, Thái Nguyên, Phú Thọ (Tam Đảo), Gia Lai (Sơ Klang)).
Rắn sọc xanh có giá trị khoa học và là loài rắn được buôn bán giữa các nước.

## Tình trạng
Rắn sọc xanh ngoài tự nhiên có số lượng ít nên hiếm gặp. Mức độ đe dọa theo đánh giá tại Việt Nam là bậc T. Do đó biện pháp bảo vệ được đề nghị tại đây là cấm săn bắt, cần tổ chức nuôi.